# آيات آيات شينتا
آيات آيات شينتا ((بالإندونيسية: Ayat-Ayat Cinta) ، باللغة العربية: آيات الحب) هو فيلم دراما أندونيسي، من إنتاج مانوج البنجابي وداموالبنجابي. بطولة الدور الرئيسي هي فيدي نوريل، كارترايت، كاريسا بوتري، ميلاني. وهي دراما رومانسية دينية استنادا إلى رواية الأكثر مبيعا التي تحمل نفس العنوان كتبها حبيب الرحمن الشيرازي. القصة تقع في القاهرة، مصر، تم تصوير الفيلم في الهند وسيمارانج، وإندونيسيا. وتم عرض آيات آيات شينتا في 28 شباط 2008 في اندونيسيا، 8 مايو 2008 في سنغافورة، و19 يونيو 2008 في ماليزيا. بلغت ميزانية إنتاج الفيلم 1.5 مليون دولار أمريكي.

## ملخص
هي قصة حب بين امرأة ورجل. ولكنها أكثر من ذلك. هي قصة عيش صعود وهبوط الحياة الإسلامية.
بدأت القصة عندما ذهب رجل اسمه الفهري بن عبد الله إلى مصر ليأخذ درجة الماجستير في تخصص الإسلام ب جامعة الأزهر، القاهرة. انه ليس غنيا لكنه ذكي. حصل على منحة دراسية من مدرسته القديمة. والديه اضطرا لبيع حقول الأرز الخاصة بهم.
الفهري هو رجل مثابر وانضباطي. لديه خريطة الحياة نفسه. هو يعتزم الزواج عند قبول ورقته من قبل أعضاء هيئة التدريس. ولكن المشكلة هي أنه ليس لديه أي علاقة مع امرأة.حيث اقترب فقط لاثنين من النساء في حياته، والتي هي أمه وجدته.
ثم هناك ماريا جرجس، الجار التي اعجبت بالفهري مع انها من القبطية المسيحية. ماريا فتاة منفتحة العقل اتجذبت حقآ للقرآن، الكتاب المقدس في الإسلام. والامر المدهش الغريب هو الحب. لكنها أبقت عليه سرآ لنفسها ولمذكراتها.
بعد ماريا تأتي نور. طالبة الأندونيسية مثل الفهري. انهم يحبون بعضهم البعض كما عاشق ولكن أيا منها لا يعرف ذلك وليس لديه الشجاعة للقول. يعتقد الفهري أنه منخفض جدا ليكون زوج لنور هي ابنة رجل دين مسلم مشهور في إندونيسيا. انه يعتقد أنه لا يستحقها.
في نفس الحالات مثل نورا، فتاة من مصر مجاورة لها أيضا لديها الشعور لهذا الفتى. الفهري لديه التعاطف العميق لتلك الفتاة. كل هذه العاطفة ولكن الفتاة قراءتها بصورة أخرى. أن هذه رومانسية. وسوء الفهم هذا يسبب مشكلة كبيرة عندما اتهمت نورة الفهري باغتصابها.
أو النهاية، هناك عائشة. صاحبة العيون الجميلة الذي يلتقط حقا قلب الفهري. من حادث المترو حيث الفهري كونه مغلق التفكير، عائشة تقع في حب معه.
والفهري لا يرغب في اختيار امرأة بعمل علاقة معها قبل الزواج. وقال انه لا يؤمن بذلك. لذلك، بالنسبة له انها مسألة دينية لا يهم الحب.
أفضل جزء من هذا الفيلم هو بطل الرواية لتطور قليلا وبدوره في زجاجة.
كيف يثابر رجل صارم مثل الفهري ويتعامل معها؟ التي من شأنها أن تاخذ قلب الفهري؟ هل يمكن كل ذلك من خلال الطريقة الإسلامية؟

## الإصدار
آيات آيات شينتا  كان من المقرر في البداية أن يصدر في دور السينما في 19 ديسمبر، 2007. ومع ذلك، تم تغيير موعد الإصدار باستمرار بسبب العديد من المشاكل، ولكن لأول مرة في نهاية المطاف عرض في 28 فبراير 2008

## وصلات خارجية
- Review in Warung Fiksi Portal
- آيات آيات شينتا على موقع IMDb (الإنجليزية)
- آيات آيات شينتا على موقع Turner Classic Movies (الإنجليزية)
- آيات آيات شينتا على موقع فيلمافينيتي (الإسبانية)
- آيات آيات شينتا على موقع قاعدة بيانات الفيلم (الإنجليزية)
- آيات آيات شينتا على موقع ليتربوكسد (الإنجليزية)
- آيات آيات شينتا على موقع كينوبويسك (الروسية)

1. ↑  وصلة مرجع: http://www.imdb.com/title/tt1198186/. الوصول: 13 أبريل 2016.
2. ↑  وصلة مرجع: http://filmindonesia.or.id/movie/title/lf-a014-08-997402_ayat-ayat-cinta. الوصول: 13 أبريل 2016.
3. ↑  "Di Balik Layar Pembuatan AAC" نسخة محفوظة 4 مارس 2016 على موقع واي باك مشين.
4. ↑  "Acts of Faith". 15 يونيو 2008. مؤرشف من الأصل في 2019-12-08.